# Asota kiriwinae
Asota kiriwinae är en fjärilsart som beskrevs av Rothschild 1897. Asota kiriwinae ingår i släktet Asota och familjen nattflyn. Inga underarter finns listade i Catalogue of Life.